# Acanthagenys rufogularis

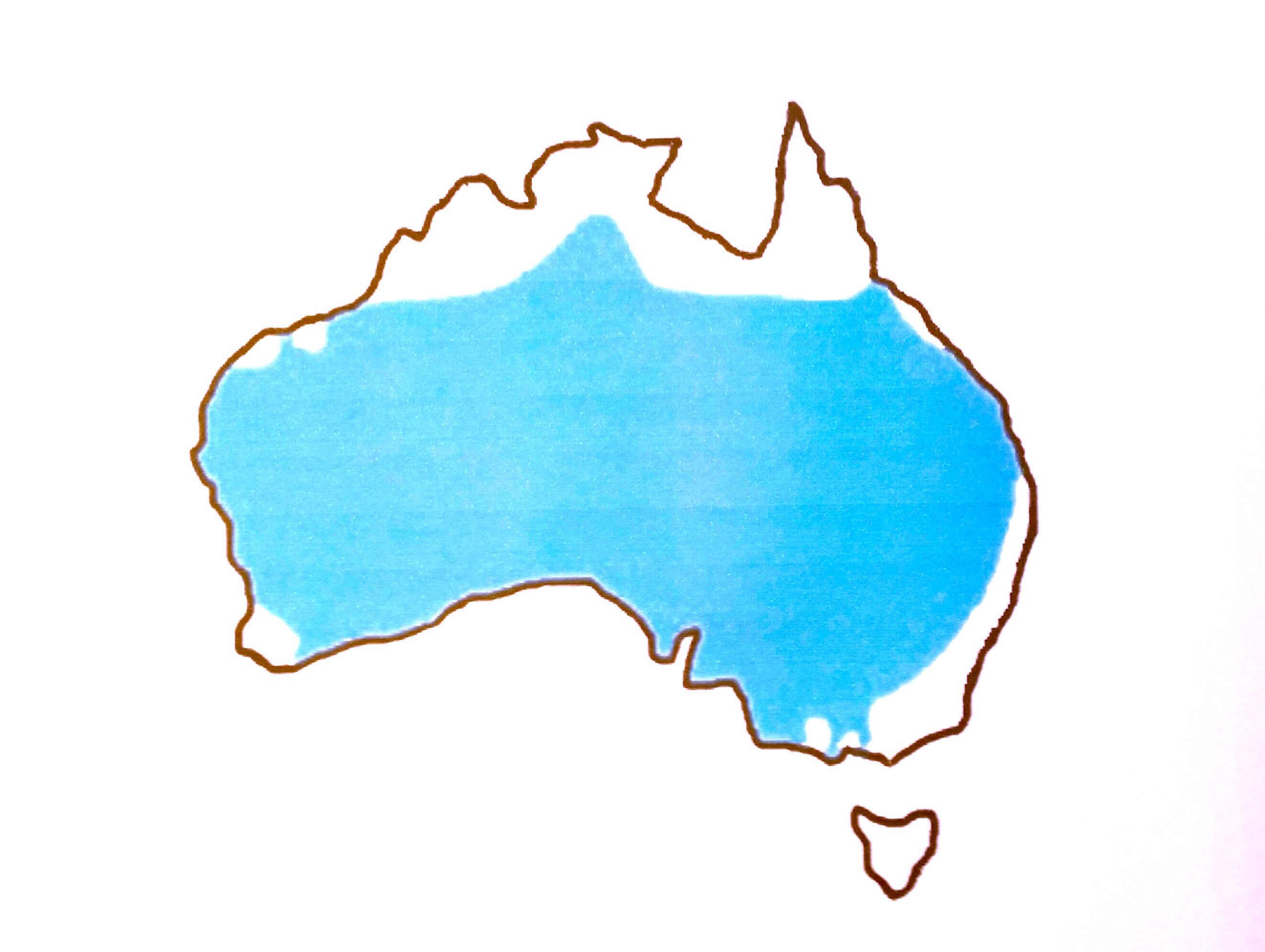
Phạm vi phân bố

Acanthagenys rufogularis là một loài chim trong họ Meliphagidae.
Acanthagenys rufogularis là loài duy nhất trong chi đơn loài Acanthagenys. Đây là loài chim ăn mật ong lớn có chiều cao từ 22 đến 27 xentimét (8,7 đến 10,6 inch) và cân nặng khoảng 52 gram. Những con này sống thành đàn, hung hăng, và thường được quan sát kiếm ăn trong các đàn lớn.
Chúng chủ yếu là ăn quả, nhưng cũng ăn mật hoa, hoa, côn trùng, bò sát và chim non. Môi trường sống của loài chim này bao gồm sa mạc, bụi cây ven biển và rừng khô. Loài chim này cũng được tìm thấy trong rừng ngập mặn và vườn cây ăn quả. Phạm vi phân bố phần lớn Australia, ngoại trừ Tasmania, các khu vực nhiệt đới phía bắc và bờ biển đông nam.